# Riksarkivets huvudbyggnad

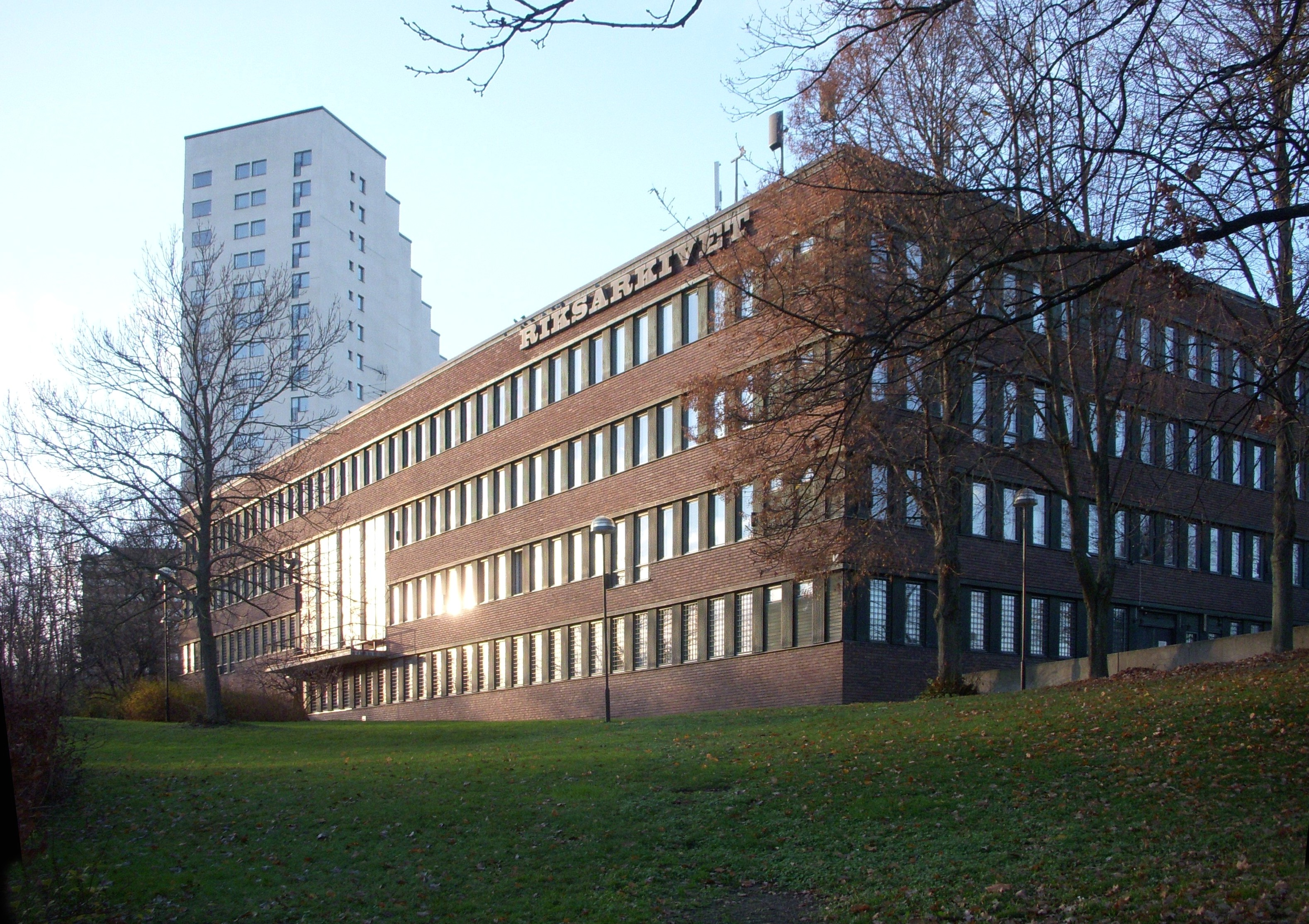
Riksarkivets huvudbyggnad, november 2011. I bakgrunden syns Erlanderhuset.

Riksarkivets huvudbyggnad ligger på Kungsholmen i Stockholm med adress Fyrverkarbacken 13. Byggnaden ritades 1963 av arkitekt Åke Ahlström och stod klar 1968 då verksamheten flyttade från Gamla Riksarkivet på Riddarholmen. För Riksarkivets verksamhet se Riksarkivet (Sverige).

## Planering
Efter en vunnen stadsplanetävling om Mariebergsområdet på 1960-talet gick uppdraget att rita det nya Riksarkivet till Åke Ahlström. Uppdragsgivare och byggherre var Byggnadsstyrelsen. Området ansågs vara en lämplig plats, då man menade att ett arkivrum nersprängt i berget och med plats för åtta mil bokhyllor borde räcka för åtminstone 50 år framåt. Skulle ytterligare utrymme behövas ansågs att sprängningar i berget skulle kunna ge plats för framtida behov.

## Byggnad
Administrationsbyggnaden gestaltade Ahlström lågmäld med bröstningsband i rött Helsingborgstegel och fönsterband med korrugerad kopparplåt mellan fönstren. Mot Mälaren (Mariebergsfjärden) sluttar marken och här har byggnaden fyra våningar, mot entrésidan tre våningar. Forskarsalarna ligger i nedre planet och får dagsljus via två stora taklanterniner.
Den synliga delen av byggnaden utgör bara en liten del av hela anläggningen. Den största delen är magasinet under mark. Det har sex våningsplan och placerades in i ett bergrum stort som en katedral. Magasinsbyggnaden är uppfört av betong och specialklimatiserat, där temperaturen är konstant +17° C och har en relativ luftfuktighet på 35%.  Magasinet ligger på ett sådant djup att det nästan helt understiger Mälarens vattenyta. Lokalerna ovan jord nås via dubbla person- och bokhissar.
Trots den ursprungliga planeringen med expansion på plats blev Riksarkivet på Kungsholmen så småningom fullbelagt och tillfälliga lösningar fick duga ända fram till 1995. Då invigdes Riksarkivet Arninge i Täby kommun med möjlighet till fortsatt expansion.

## Bilder

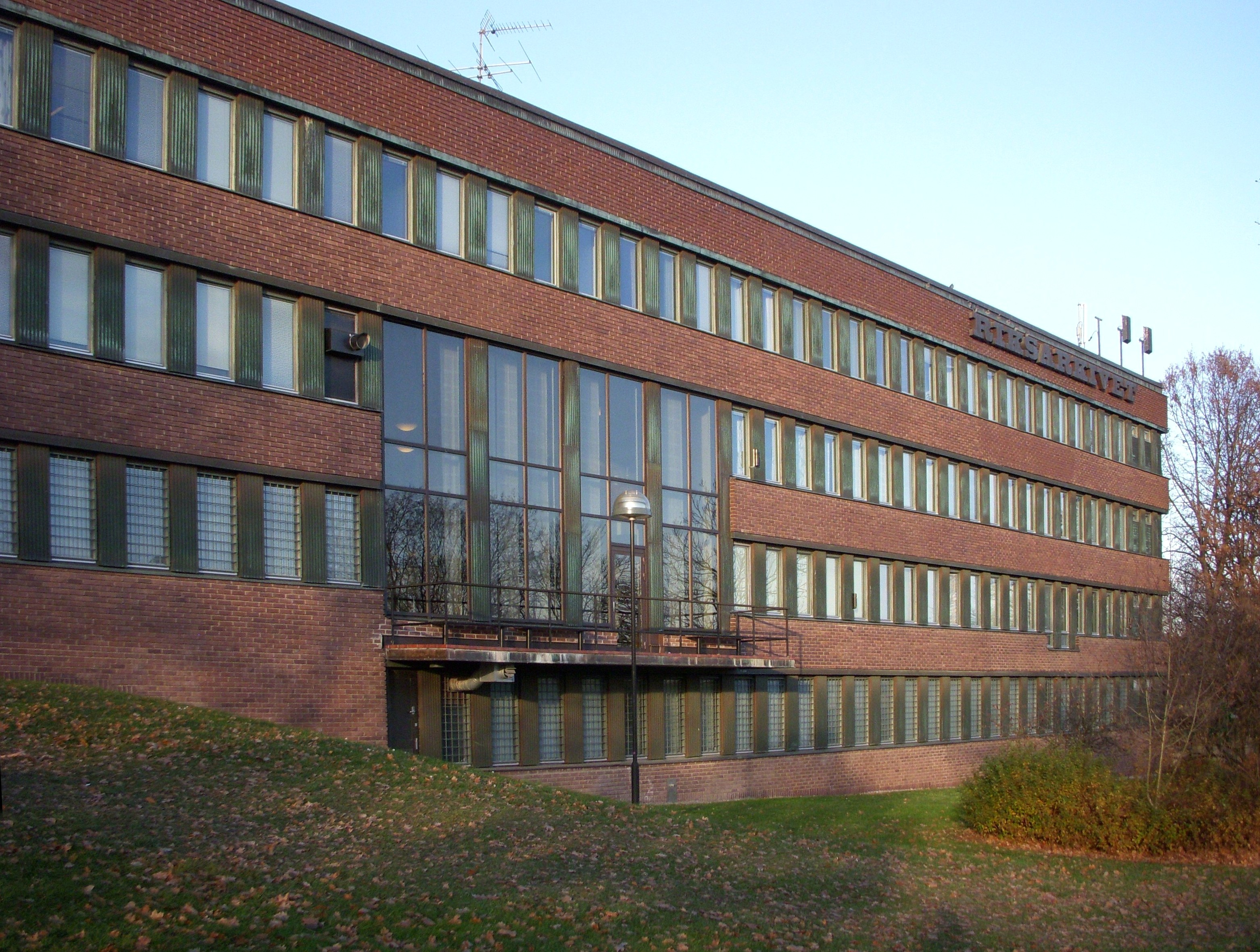
Fasaden mot Mälaren
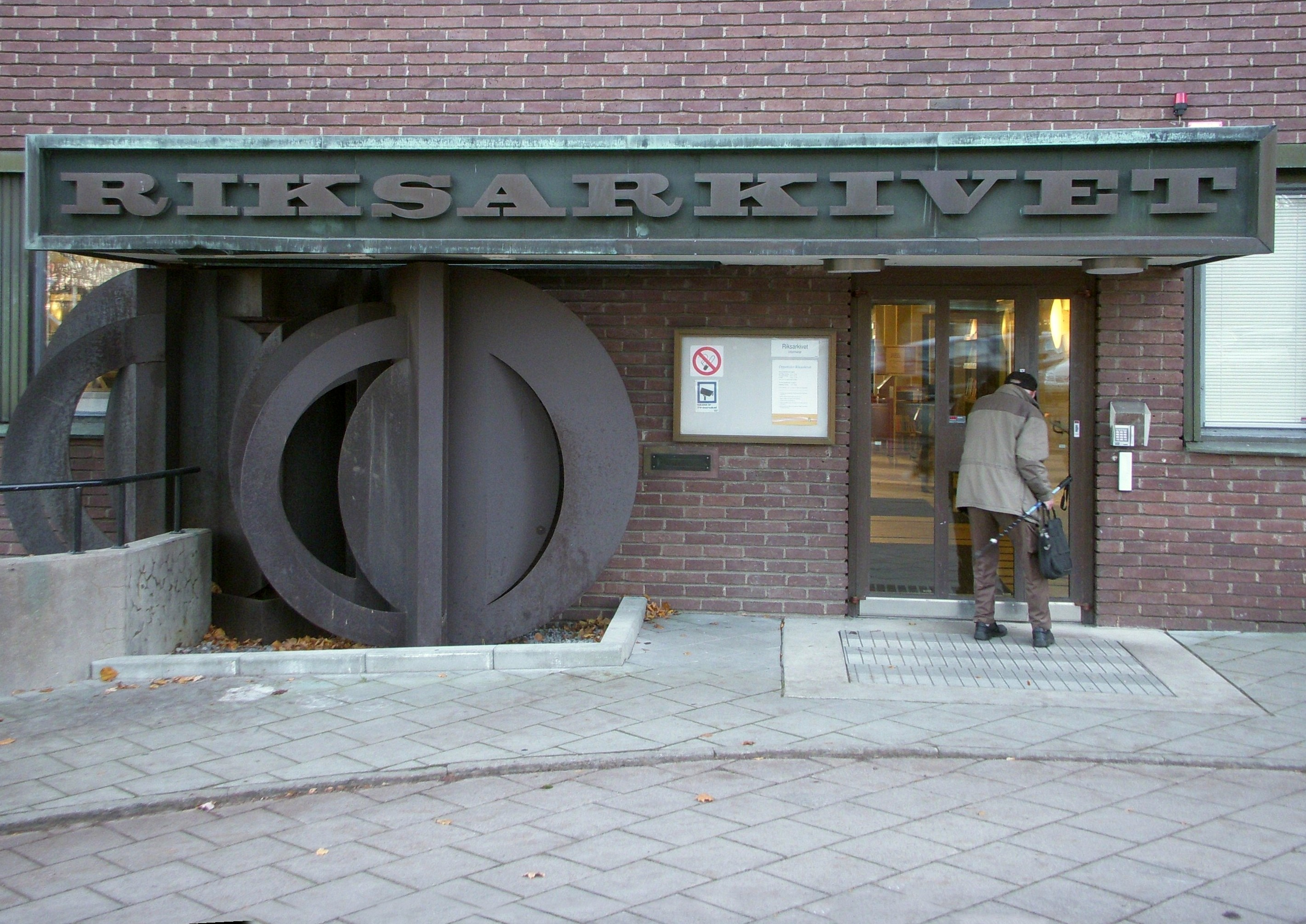
Huvudentrén
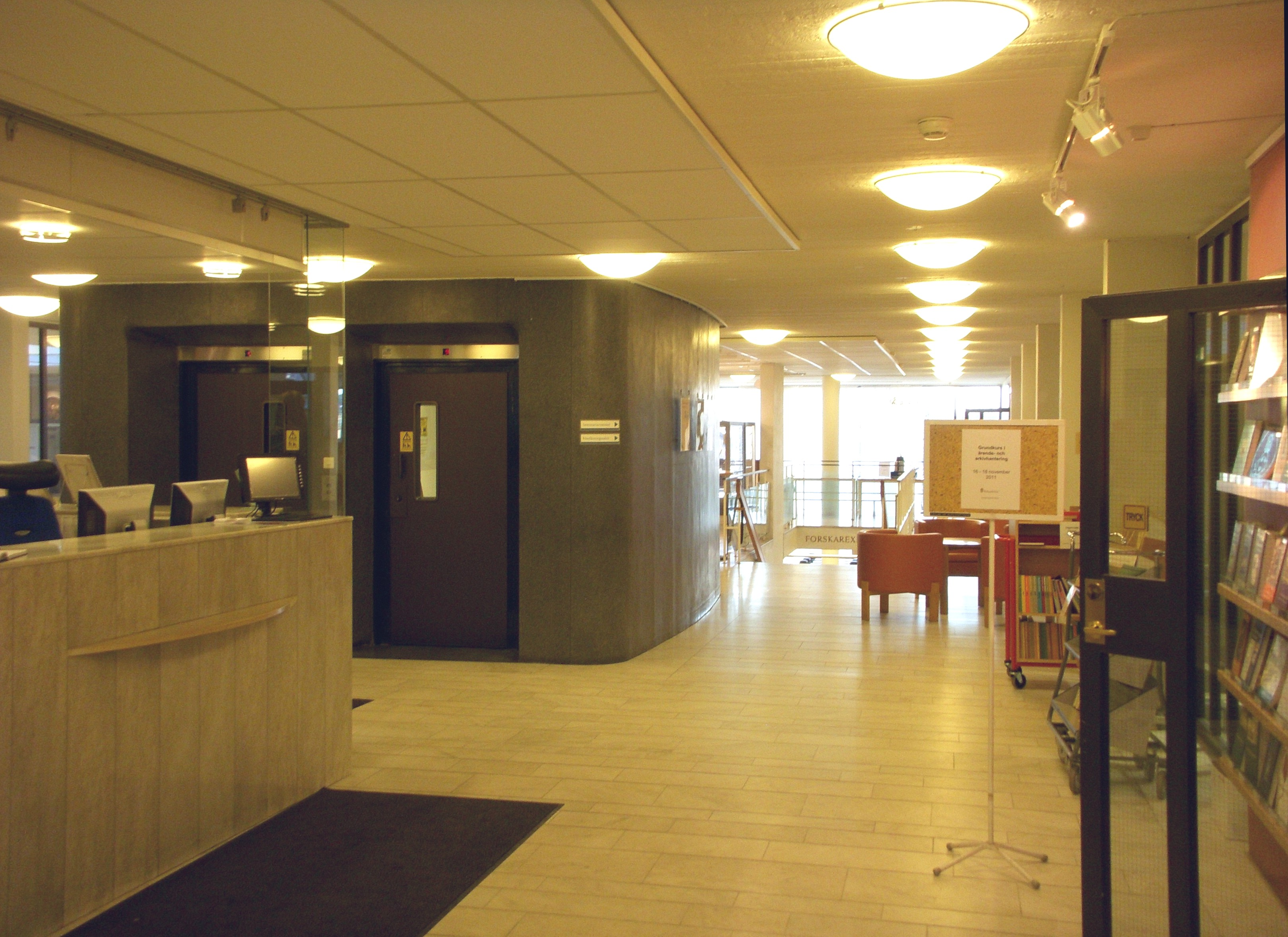
Entréhallen
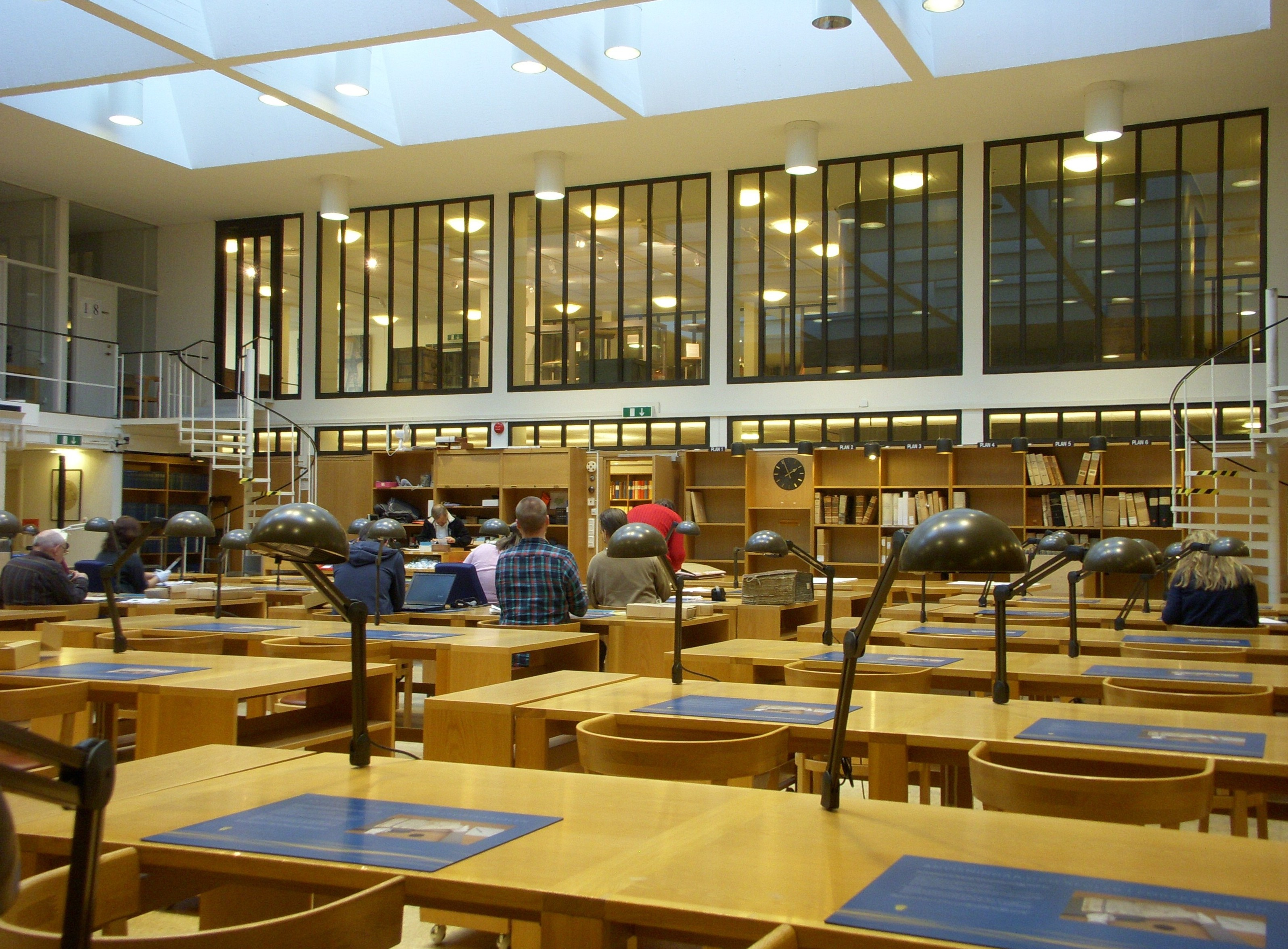
Forskarsalen
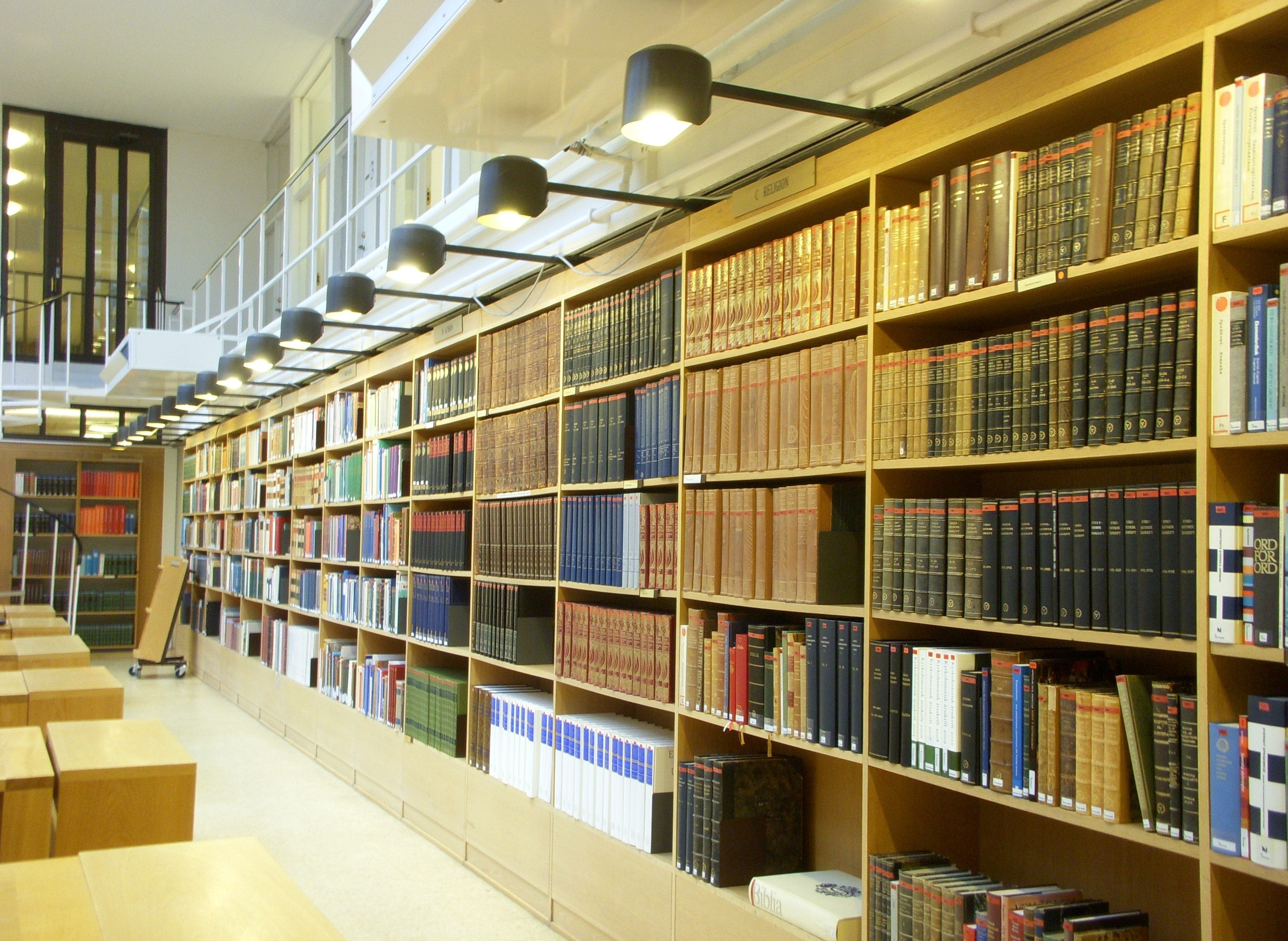
Forskarsalen